# Losillasaurus
Losillasaurus („Ještěr z Losilla“) byl rod poměrně velkého sauropodního dinosaura z kladu Turiasauria. Žil v období přelomu svrchní jury a spodní křídy (asi před 150 až 140 miliony let) na území dnešního jihovýchodního Španělska.

## Objev
Fosilie tohoto velkého sauropoda byly objeveny v oblasti Los Serranos (provincie Valencia) na jihovýchodě Španělska (souvrství Villar del Arzobispo). Fosilní materiál náleží nedospělému (subadultnímu) jedinci a má podobu fragmentu lebky a části postkraniální kostry. Typový druh L. giganteus byl formálně popsán trojicí španělských paleontologů v roce 2001. Ve stejném souvrství byl objeven také další obří sauropod, Turiasaurus riodevensis.

## Popis
Losillasaurus byl velký a mohutný čtyřnohý býložravec s dlouhým krkem a ocasem. Tělo bylo robustní, končetiny sloupovité. Pravděpodobně se jednalo o spásače vegetace v nižších stromových patrech, mohl žít stádním způsobem života. Přesné rozměry tohoto dinosaura zatím nemůžeme určit. Rozměry objeveného subadultního jedince však naznačují, že plně dorostlý exemplář patřil k obřím sauropodům.
Dochovaná pažní kost o délce 143 cm dokládá, že se jednalo o velkého sauropoda, ačkoliv v původní popisné studii jsou odhady délky i hmotnosti poněkud nižší (15 až 18 metrů a 12 až 15 tun).